# ألبرت إتش سمول
ألبرت إتش سمول (بالإنجليزية: Albert H. Small)‏ هو شخصية أعمال أمريكي، ولد في 1927.